# Guy Pearce
Guy Edward Pearce (Ely (Verenigd Koninkrijk), 5 oktober 1967) is een Australisch acteur.
Hij werd geboren in Engeland (Cambridgeshire). Zijn ouders verhuisden (terug) naar Geelong in Australië, toen hij drie jaar oud was. Zijn vader, een luchtmachtpiloot, kwam om het leven toen Guy negen jaar was.
Pearce is altijd geïnteresseerd geweest in optreden. Hij had een talent voor het nadoen van accenten. Hij speelde in verschillende toneelstukken toen hij jong was. In 1986 kreeg hij zijn eerste rol voor televisie in de soapserie Neighbours (Buren), waarin hij tot 1989 de rol van Mike Young speelde.
Zijn doorbraak naar de speelfilm kwam door zijn rol als travestiet in The Adventures of Priscilla, Queen of the Desert in 1994. Buiten Australië brak hij definitief door met hoofdrollen in L.A. Confidential (1997) en Memento (2000).  
In augustus 2016 werden Pearce en zijn ex-vriendin, de actrice Carice van Houten, ouders van hun eerste kind.

## Filmografie
- The Brutalist (2024)
- The Convert (2023)
- Memory (2022)
- Bloodshot (2020)
- Domino (2019)
- Mary Queen of Scots (2018)
- Spinning Man (2018)
- The Catcher Was a Spy (2018)
- Brimstone (2016)
- Equals (2015)
- The Rover (2014)
- Hateslip Loveslip (2014)
- Jack Irish, Black Tide (2014)
- Iron Man 3 (2013)
- Prometheus (2012)
- Lawless (2012)
- Lockout (2012)
- Seeking Justice (2011)
- 33 Postcards (2011)
- Don't Be Afraid of the Dark (2011)
- Mildred Pierce (2011) (tv-serie)
- The King's Speech (2010)
- Animal Kingdom (2009)
- The Road (2009)
- Bedtime Stories (2008)
- The Hurt Locker (2008)
- Traitor (2008)
- Winged Creatures (2008)
- Death Defying Acts (2007)
- Factory Girl (2006)
- First Snow (2006)
- Before I Fall to Pieces - Razorlight (2006) (videoclip)
- The Proposition (2005)
- Deux frères (2004)
- Till Human Voices Wake Us (2002)
- The Hard Word (2002)
- The Time Machine (2002)
- The Count of Monte Cristo (2002)
- Across the Night - Silverchair (2002) (videoclip)
- Memento (2000)
- Rules of Engagement (2000)
- Ravenous (1999)
- A Slipping-Down Life (1999)
- Woundings (1998)
- L.A. Confidential (1997)
- Flynn (1997)
- Dating the Enemy (1996)
- The Adventures of Priscilla, Queen of the Desert (1994)
- Hunting (1991)
- Heaven Tonight (1990)
- Friday on My Mind (1990)

- Biblioteca Nacional de España: XX1093158
- Bibliothèque nationale de France: cb14044268p (data)
- Gemeinsame Normdatei: 135373638
- International Standard Name Identifier: 0000 0001 1450 6967
- Library of Congress Control Number: no98090139
- MusicBrainz: 54476108-8ebb-4101-ac4a-4531dc5159b2
- Nationale Bibliotheek van Tsjechië: xx0059232
- Nationale Bibliotheek van Israël: 987008651986705171
- Nationale Bibliotheek van Polen: a0000001781060
- Nederlandse Thesaurus van Auteursnamen: 234816031
- Système universitaire de documentation: 073566799
- Virtual International Authority File: 85682522
- WorldCat: E39PBJgt8d7Qp64W3pMycHvWDq